# Пітон аметистовий
Пітон аметистовий (Morelia amethistina) — неотруйна змія з роду ромбічні пітони родини пітони.

## Опис
Дуже велика змія, що вважається третьою у світі за розміром після сітчастого пітона та анаконди. У природі нерідко виростають до 5,5-6 м. Є відомості про рекордні екземпляри довжиною 8,5 м. При таких великих розмірах аметистовий пітон відрізняється відносно тонким струнким тулубом. Голова помітно розширена у потиличній області, а шийне перехоплення добре виражено. Забарвлення досить мінливе, але у більшості випадків відзначається складний малюнок з темно-коричневих плям неправильної форми й поперечних смуг на світлішому фоні. Іноді малюнок буває виражений тільки у передній частині тулуба. Зустрічаються одноколірні темно-жовті особини без малюнка.

## Спосіб життя
Полюбляє вологі біотопи, зокрема дощові рівнинні та гірські тропічні ліси, заболочені області, рідколісся, чагарникові зарості. Зустрічається на висоті до 1800 м над рівнем моря. Молоді особини ведуть переважно деревний спосіб життя, дорослі велику частину часу проводять на землі. Активний вночі. Харчується теплокровними тваринами, зокрема різними птахами, гризунами, сумчастими (перш за все валлабі), великими рукокрилими.
Це яйцекладна змія. Самка відкладає 20—25 яєць. Через 2 місяця з'являються молоді пітони.

## Розповсюдження
Раніше вважалося, що аметистовий пітон являє собою широко поширений в Індо-Австралійської області мінливий вид. Останні дослідження довели, що під цією назвою розуміли пітонів близьких видів. За сучасними відомостями аметистовий пітон взустрічається тільки на о. Новій Гвінеї та архіпелазі Бісмарка. Іноді з'являється на Молуккських островах (Індонезія), у Квінсленді (Австралія).